# Araeopus productus
Araeopus productus är en insektsart som först beskrevs av Walker 1851.  Araeopus productus ingår i släktet Araeopus och familjen sporrstritar. Inga underarter finns listade i Catalogue of Life.